# Navarh
Navarh (grško ναύαρχος, návarhos, dobesedno vodja ladij, se pravi  poveljnik ladjevja) je bil položaj v starogrški mornarici, ki približno ustreza sodobnemu admiralu.  

## Zgodovinska raba
Naziva navarh svojim poveljnikom ladjevja niso podeljevale vse grške države. Atene, na primer, so svojo floto  postavile pod poveljstvo generalov (strategov), ki so imeli enak naziv kot tisti, ki so poveljevali kopenskim silam. Takšne poveljniške strukture so odražale dejstvo, da so ladjevja, zlasti v zgodnjem klasičnem obdobju, delovala v tesni povezavi s kopenskimi silami.  
Naziv navarh se je začel pojavljati šele v času peloponeške vojne, ko so ladjevja začele delovati bolj neodvisno. Novi  naziv se je prvotno uporabljal predvsem v mestnih državah, ki niso imele uveljavljene pomorske tradicije. Med njimi je bila najvidnejša Šparta. Kasneje je dobil naziv širšo rabo, saj so ga v helenističnem obdobju uvedle Makedonija, Sirakuze, Ptolemajsko kraljestvo, Selevkidsko cesarstvo, Ahajska zveza in Rodos. 
V Šparti in mnogih drugih mestih-državah je mandat navarha trajal samo eno leto.  Ko so nameravali Špartanci imenovati Lizandra za navarha za več kot eno leto, so bili prisiljeni zateči se k dovršeni pravni izmišljotini. Navarhi despotskih ali monarhičnih držav so lahko službovali več let. V Šparti je bil položaj navarha, za razliko od večine drugih visokih položajev, dostopen tudi možem izven špartanske elite. Tega pravila je bil deležen na primer Lizander, najslavnejši špartanski navarh. 
V rimski mornarici je bil za poveljnike eskader v rabi polatinjen naziv navarchus. Grško govoreči Bizantinci so isti naziv včasih uporabljali za kapitane svojih ladij. Za svoje admirale so uporabljali naziva drungarij ali strateg.

## Sodobna Grčija
V sodobni grški mornarici je návarchos najvišji čin, enakovreden admiralu. Vsi preostali najvišji mornariški čini, razen enega, so izpeljanke te besede: antinávarchos (namestnik admirala) je enakovreden viceadmiralu, yponávarchos (podadmiral) je enakovrednemu kontraadmiralu, medtem ko je archiploíarchos enakovredni komodorju. Iste čine uporablja tudi grška obalna straža. 
Čin admirala ima v aktivni službi le načelnik generalštaba nacionalne obrambe, če je mornariški častnik. Ob upokojitvi se čin običajno podeli načelnikom generalštaba grške mornarice, ki običajno nosijo čin viceadmirala. 
V obdobju grške monarhije je bil leta 1939 uveden čin archinávarchos (admiral s petimi zvezdicami), ki je enak velikemu admiralu ali admiralu flote. Imel ga je po uradni dolžnosti vladajoči monarh, ki je imel enake čine tudi v vojski in letalstvo. Imeli so ga samo kralji Jurij II., Pavel in Konstantin II.

## Vir
- Simon Hornblower; Anthony Spawforth, ur. (2003). The Oxford Classical Dictionary. Oxford University Press. ISBN 0-19-866172-X.